# Veias cerebrais médias
As veias cerebrais médias são a veia cerebral média superficial e a veia cerebral média profunda.
- A veia cerebral média superficial (veia silviana superficial) começa na superfície lateral do hemisfério, correndo ao longo do sulco lateral e termina no seio cavernoso ou no seio esfenoparietal.[1]
- A veia cerebral média profunda (veia silviana profunda) recebe tributárias da ínsula e giros vizinhos e corre na parte inferior do sulco lateral.[2]

## Conexões

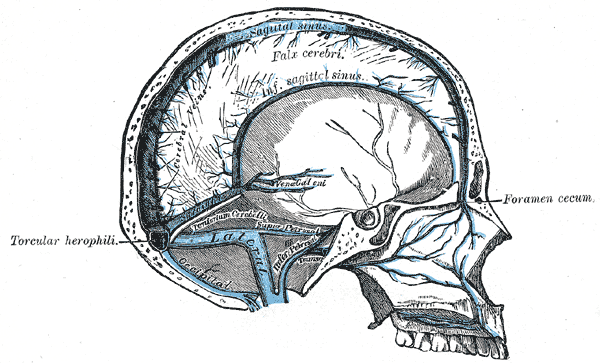
Corte sagital do crânio, mostrando os seios da dura-máter (veias cerebrais marcadas no centro à esquerda).

A veia cerebral média superficial está conectada:
1. com o seio sagital superior pela veia anastomótica superior (veia de Trolard) onde esta se desemboca em uma das veias cerebrais superiores;[1]
2. com o seio transverso pela veia anastomótica inferior (veia de Labbé) que cursa sobre o lobo temporal.[1]

## Imagens adicionais

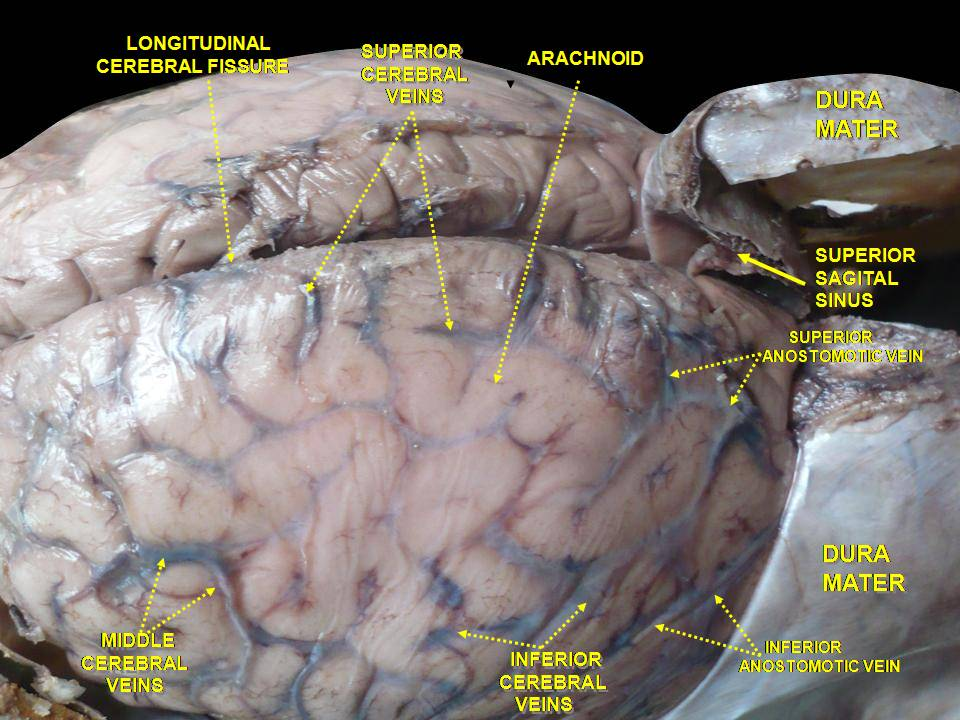
Meninges e veias cerebrais superficiais. Dissecação profunda. Vista Superior.
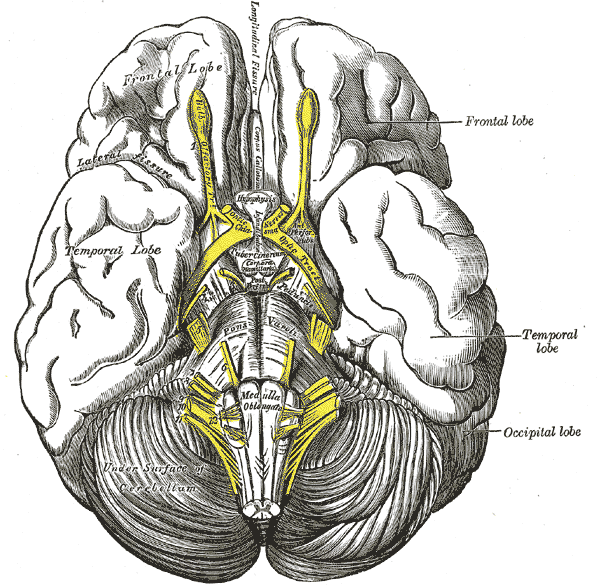
Base do cérebro (fissura lateral visível no canto superior esquerdo).